# (5510) 1988 RF7
Az (5510) 1988 RF7 egy marsközeli kisbolygó. Henri Debehogne fedezte fel 1988. szeptember 2-án.